# فرودگاه وینتر هونتز گیلبرت
فرودگاه وینتر هونتز گیلبرت  (به انگلیسی: Winter Haven's Gilbert Airport) (به زبان بومی: Winter Haven Municipal Airport) یک فرودگاه همگانی باربری با کد یاتا GIF است که یک باند فرود آسفالت دارد و طول باند آن ۱۵۲۶ متر است. این فرودگاه در کشور ایالات متحده آمریکا قرار دارد و در ارتفاع ۴۴ متری از سطح دریا واقع شده است.